# Salvia confertiflora
Salvia confertiflora es una planta perenne de la familia de las lamiáceas. Es originaria de Brasil.

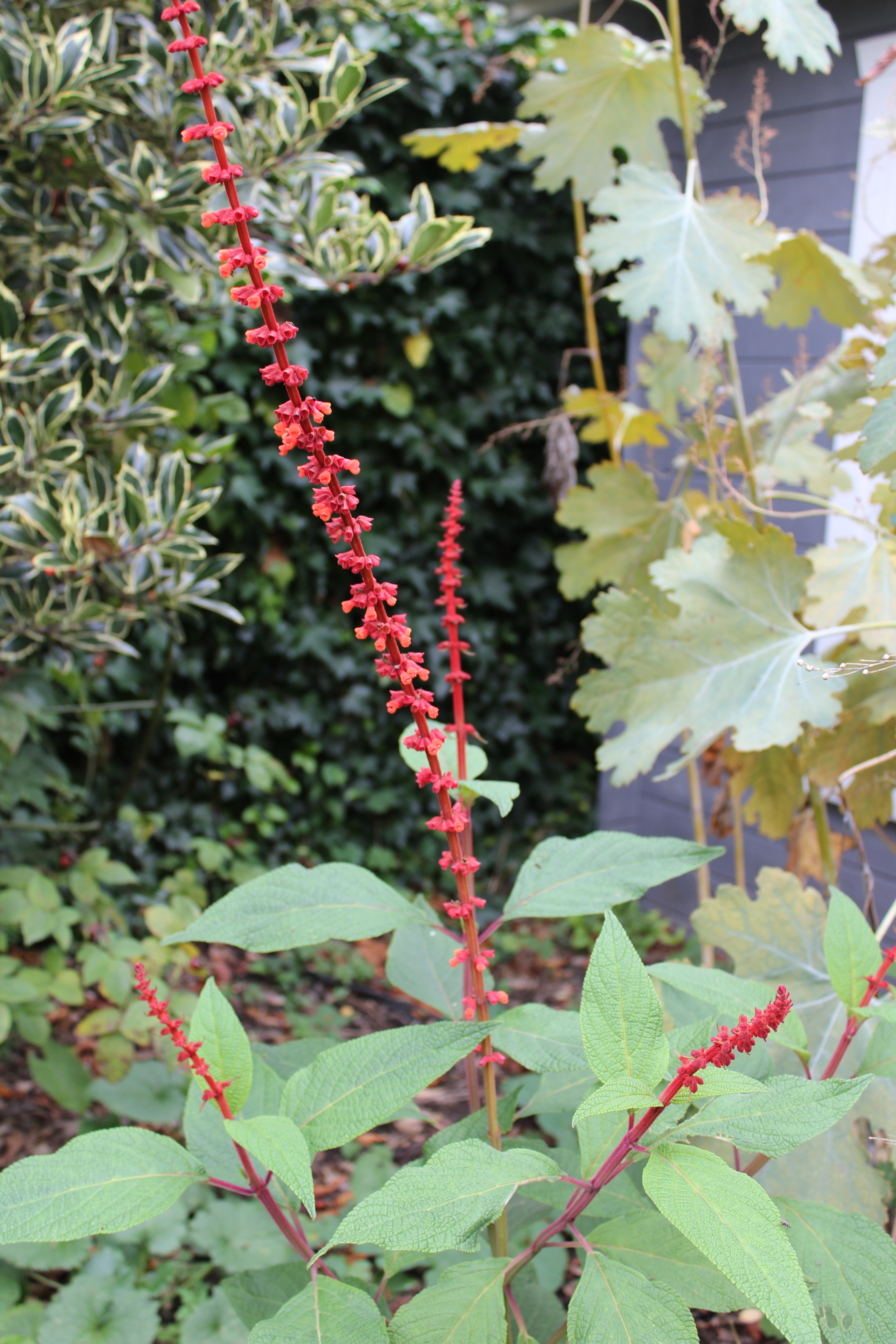

## Descripción
Es un arbusto que alcanza un tamaño de 120 a 180 cm de altura y anchura en una temporada. Se ha utilizado en la horticultura en Estados Unidos desde la década de 1960 (y anteriormente en Brasil y Francia), aunque no se venden comúnmente en los viveros debido a su gran tamaño. Las hojas de color verde oscuro, con un tono amarillo, son cerca de 7 centímetros de largo por 3,5 cm de ancho, con bordes dentados y con terciopelo rojo-marrón pelos en el peciolo y tallo de las hojas nuevas.
Las inflorescencias alcanzan hasta 2 metros de largo y están cubiertas con pelos aterciopelados de color rojo-marrón, los tallos de la inflorescencia y el cáliz también tiene un color rojo-marrón. Las flores de 1,5 cm son de color naranja-rojo, y muy profusas, explicando el epíteto confertiflora , o "lleno de flores". La planta crece tan grande que es necesario replantearse su protección contra el viento en los jardines.

## Taxonomía
Salvia confertiflora fue descrita por Johann Baptist Emanuel Pohl y publicado en Pl. Bras. Icon. Descr. ii. 134. t. 190. 1833.
Etimología
Ver: Salvia
confertiflora: epíteto latino que significa "densamente florecido".
Sinonimia
- Salvia confertiflora var. angustifolia J.A.Schmidt
- Salvia confertiflora var. brachyantha Pohl
- Salvia rufa Epling[4][5]